# Onze-Lieve-Vrouwekerk (Melsele)

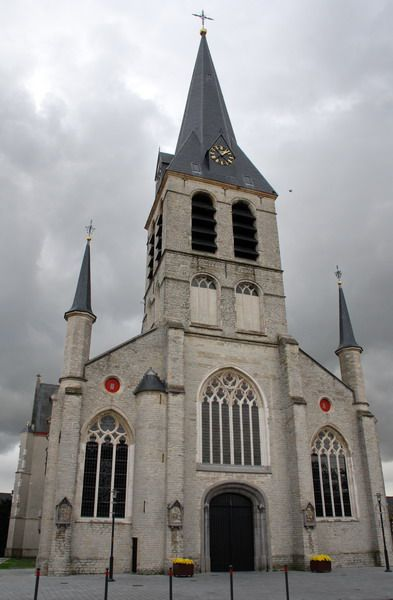
Gotische westgevel van de Onze-Lieve-Vrouwekerk te Melsele

De Onze-Lieve-Vrouwekerk is de parochiekerk van het Belgische dorp Melsele in de provincie Oost-Vlaanderen.

## Geschiedenis
De kerk werd voor het eerst vermeld in 1055. Het huidige gebouw, grotendeels gotisch, werd van de 13e tot de 17e eeuw gebouwd in witte zandsteen; het transept dateert uit ca. 1400, het koor ca. 1500. Oorspronkelijk stonden in de kerk verschillende altaren in barokke stijl gesneden, maar deze werden in de 19e eeuw vervangen door de huidige neogotische altaren. In 1936 werden al drie koren van de kerk beschermd als monument, waar zich verschillende sluitstenen bevinden uit de late gotiek.
In 1936 werden de drie koren als beschermd monument vastgelegd, en in 1982 de gehele kerk. In 1995 werden originele fresco's uit de 15e eeuw ontdekt in de gewelven van het hoogkoor. In 2001 werd de restauratie van de Onze-Lieve-Vrouwekerk genomineerd voor de Vlaamse Monumentenprijs. In 2023 werd de kerk opgenomen als vastgesteld bouwkundig erfgoed.

## Interieur en patrimonium
In de kerk bevindt zich een rijke verzameling aan patrimonium, waaronder een cyclus van schilderijen die de Rozenkrans verbeeldt en een doek geschilderd naar José de Ribera. De kerk bevat baroksnijwerk, waaronder een biechtstoel en koorgestoelte gesneden door Jean-Baptiste de Wree. Daarnaast wordt er ook belangrijke verzameling textiel bewaard, waarvan een oud gotisch parement dat door Henri Van Severen werd gerestaureerd.
Elk jaar worden er orgelconcerten gegeven op het orgel uit 1749, gebouwd door Louis II de la Haye. De laatste restauratie vond plaats in 1969. Het instrument wordt beheerd door het Orgelcomité Melsele (vzw).

## Galerij

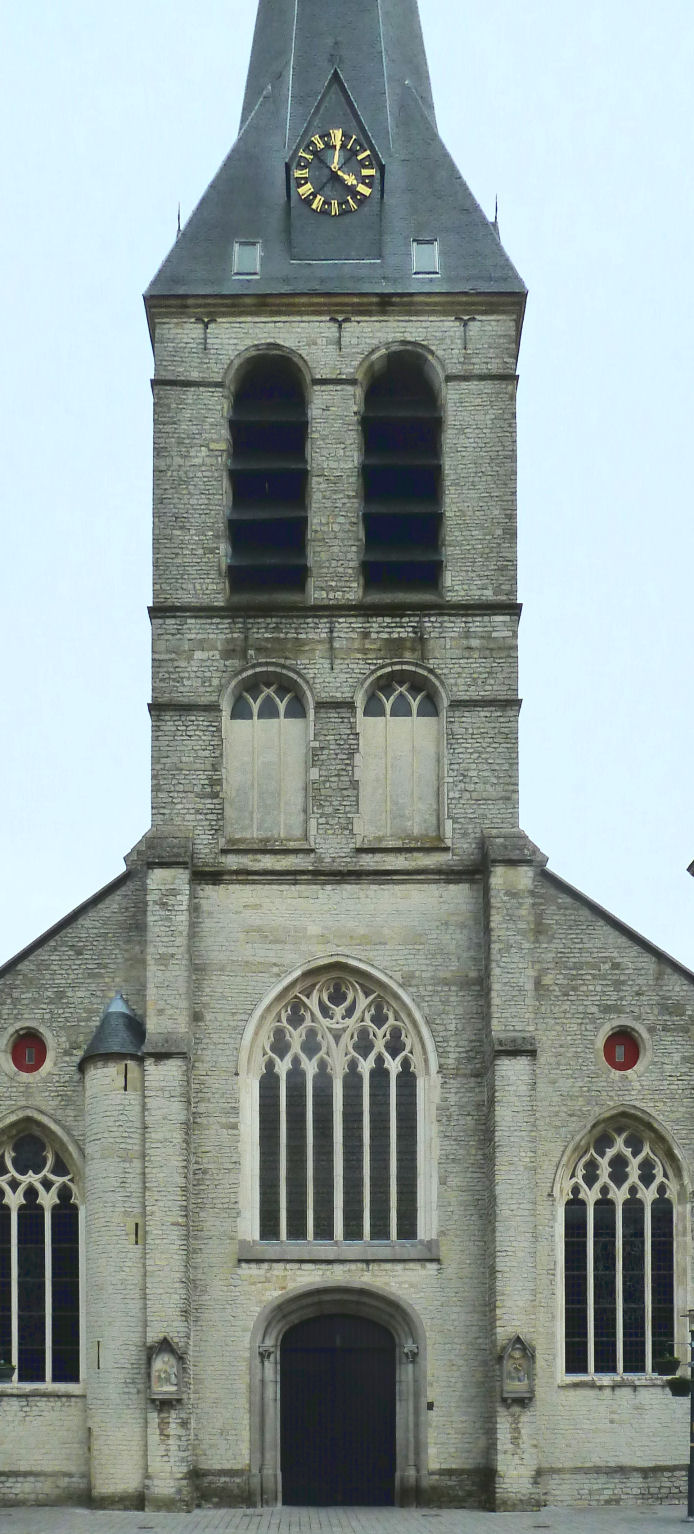
Gotische toren, 13e eeuw.
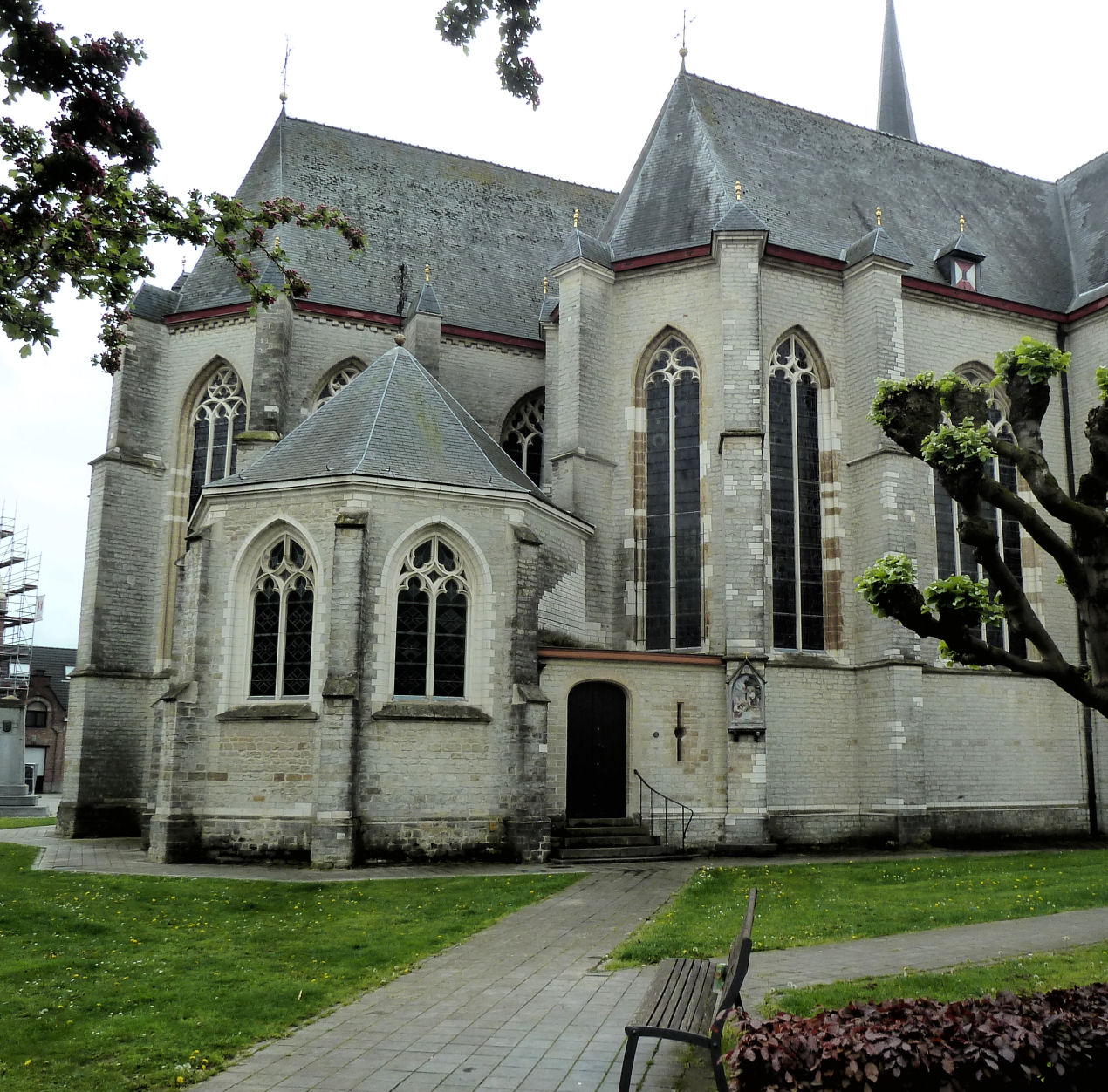
Gotisch koor, opgetrokken in de 15e eeuw.
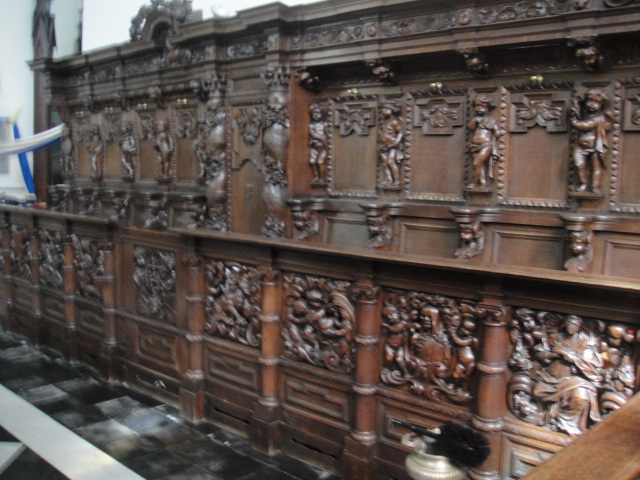
Het koor met gestoelte, 17e eeuw.